# Why'd You Lie to Me
"Why'd You Lie to Me" é uma canção dance-pop da cantora americana Anastacia, lançado como quarto single do seu segundo álbum, Freak of Nature. Foi escrito por Anastacia, Damon Sharpe, Greg Lawson, Trey Parker, Damon Butler, Canela Cox e produzido por Ric Wake.

## Videoclipe
Dirigido por, o vídeo musical foi gravado em Los Angeles a 6 e 7 de Julho de 2002. Também foi incluído no primeiro álbum de vídeo da cantora. Uma das críticas positivas ao vídeo foi o facto de ser o primeiro que a cantora aparece sem óculos.

## Outras versões e ocorrências
Foi cantada uma versão desta canção na Operacion Triunfo, pela finalista Noelia. Foi cantada ao vivo a 27 de Maio de 2008.

## Faixas e formatos
- Europeu CD 1

1. "Why'd You Lie to Me" [Versão do Álbum] 3:45
2. "Why'd You Lie to Me" [M*A*S*H Master Mix] 7:03
3. "Why'd You Lie to Me" [M*A*S*H Deep Club] 8:14
4. "Why'd You Lie to Me" [Kardinal Beats Mix] 4:31
5. "Why'd You Lie to Me" [Enhanced Video]

- Europeu CD 2

1. "Why'd You Lie to Me" [Versão do Álbum] 3:45
2. "Why'd You Lie to Me" [M*A*S*H Deep Club] 8:14
3. "Why'd You Lie to Me" [M*A*S*H Radio Mix]
4. "Why'd You Lie to Me" [Kardinal Beats Mix] 4:31
5. "Bad Girls" (com Jamiroquai) [Ao vivo The Brits em 2002]

- Europeu promocional single

1. "Why'd You Lie to Me" [Versão do Álbum] 3:45

- Espanhol promocional single

1. "Why'd You Lie to Me" [M*A*S*H Radio Mix]
2. "Why'd You Lie to Me" [Kardinal Beats Mix] 4:31
3. "Why'd You Lie to Me" [Versão do Álbum] 3:45

- Reino Unido double CD single Set

CD1  
1. "Why'd You Lie to Me" [Versão do Álbum] 3:45
2. "Why'd You Lie to Me" [M*A*S*H Radio Mix]
3. "Bad Girls" (com Jamiroquai) [Ao vivo The Brits em 2002]
4. "Why'd You Lie to Me" [Enhanced Video]

CD2   
1. "Why'd You Lie to Me" [Versão do Álbum] 3:45
2. "Why'd You Lie to Me" [Omar's UK Kardinal Mix]
3. "Boom" [Versão do Álbum] 3:19
4. "Boom" [Enhanced Video]

- Estados Unidos Edição Maxi Single

1. "Why'd You Lie to Me" [Versão do Álbum] 3:45
2. "Why'd You Lie to Me" [M*A*S*H Radio Mix]
3. "Why'd You Lie to Me" [Kardinal Beats Mix] 4:31
4. "Bad Girls" (with Jamiroquai) [Live at The Brits 2002]

- Reino Unido promocional 12" single (M*A*S*H Mixes)

A-side
1. "Why'd You Lie to Me" [M*A*S*H Master Mix] 7:03

B-side
1. "Why'd You Lie to Me" [M*A*S*H Deep Club] 8:14

- Reino Unido 12" promocional maxi single (Kardinal/Nu Soul Mixes)

A-side
1. "Why'd You Lie to Me" [Kardinal Beats Mix] 4:31
2. "Why'd You Lie to Me" [Kardinal Beats Instrumental] 4:31

B-side
1. "Why'd You Lie to Me" [Nu Soul DNB Mix] 6:38

## Desempenho

### Posições
| Tabelas musicais (2002)       | Melhor posição |
| ----------------------------- | -------------- |
| Australian ARIA Singles Chart | 66             |
| Ö3 Austria Top 40             | 37             |
| Dutch Top 40                  | 13             |
| Finnish Singles Chart         | 19             |
| German Singles Chart          | 55             |
| Italian FIMI Singles Chart    | 31             |
| Romanian Top 100              | 12             |
| Swedish Singles Chart         | 25             |
| Swiss Singles Chart           | 39             |
| UK Singles Chart              | 25             |